# Титов, Евгений Николаевич
Евгений Николаевич Титов (8 апреля 1960, Ленинград, СССР) — советский и российский музыкант, бас-гитарист (группы «Народное ополчение», «Автоматические удовлетворители», «Оберманекен» и др.), автор песен, поэт, композитор, вокалист, аранжировщик, лидер панк-группы «Аццкие Ускорители», вокалист группы «Оголтеленелые» (трибъют «Народному Ополчению»).
Работал такелажником на «Ленфильме» (1986), где вместе с Андреем «Свином» Пановым снялся в эпизодах в кинофильме «Взломщик» (1986). Потом, там же, на Ленфильме, в 1987—1988, работал администратором и заместителем директора кинокартин — вёл съёмочную площадку к/ф «Петербургская фантазия» и др. Затем работал кочегаром в легендарной котельной «Камчатка» (1989—1991 и 1995—1996). Занимался видеосъёмками, режиссёрской работой, трудился на телевидении — в 1993 г. был директором программы «Дом Кино» на 5 канале. В 1992 — коммерческий директор киностудии «Балтфильм». В 1994—1995 был директором 1 и 2 Международного Фестиваля кино-видеоискусств DIMAS (СПб). В конце 90-х — работал журналистом-корреспондентом на НТВ («Сегоднячко-Питер»), Как корреспондент и оператор снимал материалы для 1 канала, Россия, Культура, Рен-ТВ, НТВ, 7-ТВ-спорт, Домашний, Московия… и др.
В середине 2000-х годов вернулся к музыкальной деятельности, организовал свою группу «Мертвые Труппы», которая в 2010 году сменила своё название на «Аццкие Ускорители».

## Биография

### Молодые годы
Родился 8 апреля 1960 года в Ленинграде. В детстве серьёзно занимался спортом — совмещал тренировки по легкой атлетике, футболу и хоккею. Достижения — 2-е места по прыжкам с шестом и л\а многоборью на чемпионате Ленинграда среди юношей. В 1976 г. окончил 239 физико-математическую школу, куда был приглашён, так как в середине 70-х имел дипломы городских и районных олимпиад по математике (533 школа). В 1976—1978 гг. вместе со школьным другом Алексеем Хавиным участвовал в анархо-коммунистическом кружке (коммуне) студентов ЛГУ и др. вузов (все — выпускники 121 и 239 физ.-мат. школ), который спустя некоторое время был разгромлен КГБ. Самому Евгению, который был самым младшим (не было 18-ти), удалось избежать ареста. (Более старшие товарищи получили сроки от 5 и более лет колонии, или были помещены на принудительное лечение в психбольницу). Получил высшее образование, окончив ЛГУ им. Жданова.

### Начало музыкальной карьеры
В начале 1980-х впервые взял в руки бас-гитару в рок-группе своего друга по Университету Анжея Захарищева фон Брауша «Оберманекен». Тогда состав «Оберманекен» был: Анжей Захарищев фон Брауш — гитара, вокал; Евгений Титов — бас; Олег Шарр (Шарфиков) Шавкунов (потом — группа «Аквариум») — ударные. Но, спустя некоторое время, в начале 1985 года, по рекомендации и совету Андрея Отряскина (группа «Джунгли») познакомился с Федором «Бегемотом» Лавровым, и ушёл в более близкую по музыкальным пристрастиям группу Алекса Оголтелого «Народное ополчение». В это время группа «Народное ополчение» только репетировала и сидела в подполье — из-за запрета выступать на сцене со стороны органов. Тогда же, 1985 году Алекс Оголтелый познакомил Евгения Титова с Андреем «Свиньёй» Пановым.

## «Автоматические удовлетворители»
С лета 1985 года Евгений Титов переходит в первую советскую панк-группу «Автоматические удовлетворители», собранную в 1978 году Андреем «Свином» Пановым, бессменным её лидером вплоть до своей смерти. Летом 1985 году была попытка устроить в Петергофе совместный концерт Автоматических Удовлетворителей и Народного ополчения, и тогда Андрей Панов предложил Евгению Титову выступить и с ним тоже. Концерт в последний момент сорвался, но совместная деятельность А. Панова и Е. Титова продолжилась. До конца 1986 года группа «АУ» также практически не имела возможности выступать, тем не менее группа репетировала почти каждый день, в своё удовольствие, и собиралась на репетиции у Свина на квартире («варьировали» — как они это тогда называли). Регулярно предпринимались попытки вступить в Ленинградский рок-клуб, так как это давало бы возможность выступать, но в рок-клуб группу принимать опасались, из-за скандальной славы группы (после серии знаменитых московских концертов АУ в начале 80-х), а также из-за их непредсказуемости и неуправляемости. Группа играет дома как старые проверенные хиты, так и разучивает новые песни. Некоторые из них были написаны Евгением Титовым («Птичка», «Кот», «Буржуи» — совместно со Свином). Ещё в начале 1986, группа (А. Панов и Е. Титов приезжали к Алексею Вишне на переговоры) лелеяла надежду дописать альбом, который Свин начал записывать у Алексея Вишни в 1984 году (см. «Терри, Черри, Свин»), чтобы получился полноценный альбом. Но этим планам тоже не суждено было осуществиться.
И только в конце 1986 года, с постепенным раскручиванием маховика Перестройки, у группы появляется возможность давать концерты. А в начале 1987 года «АУ» все-таки вступает в Ленинградский рок-клуб, что заметно повышает шансы на выступления, чем группа не преминула воспользоваться. После долгого молчания, концерты пошли почти каждую неделю, в больших залах — это были разные ДК города. В 1987 году «АУ» дала ряд заметных концертов — "Презентация (премьера) к/ф «Взломщик», «Фестиваль „Рок-Нива“ в Шушарах», «5-й рок-фестиваль Ленинградского Рок-клуба», «Концерт в Москве на фестивале Рок-лаборатории». Состав группы: Андрей «Свинья» Панов — вокал, Дмитрий «Ослик» Парфенов-Пшишляк — гитара, Евгений «Титя» Титов — бас-гитара, Валерий Морозов — ударные.
К сожалению, из-за некоторых разногласий, в конце 1987 года Евгений Титов временно ушёл из коллектива, и в группу на должность бас-гитариста был взят Стас Тишаков (группа «Кофе»), в таком составе группа посетила с дружественным визитом город Тюмень. Однако вскоре Евгений Титов вернулся в «АУ» и на 6-м рок-фестивале Ленинградского Рок-клуба группа играла в необычном для наших коллективов составе — в 2 бас гитары (Евгений Титов и Стас Тишаков).
К концу 1988 года у Евгения Титова назрела потребность покинуть группу, вследствие чего, в начале 1989 года место бас-гитариста в АУ заняла Ирина «Мява» Гокина (группа «Ситуация»).

## Свои коллективы
После ухода из «АУ» Евгений организовывает несколько своих собственных коллективов. В 1989 году он организует коллектив «Земля и Воля», родственную «АУ» группу (другие участники группы — гитарист Дмитрий «Ослик» Парфенов-Пшишляк и барабанщик Игорь «Ворона» Воронин — оба в тот момент играли также в группе «Автоматические удовлетворители», а Евгений Титов — пел и играл на бас-гитаре), и некоторые выступления групп происходят совместно. Например, на московский фестиваль в ДК Аэрации «100-летие Нестора Махно» 28.10.1989 вместе с «АУ» приехала и группа «Земля и Воля», однако концерт был остановлен милицией, и «Земля и Воля» выступить не смогли. Также обе группы вместе репетируют, на общей репетиционной точке, в клубе-сквоте «НЧ/ВЧ» на ул. Чайковского, д.20 в Ленинграде.
В следующем году Евгений Титов организует пост-панк группу «Титя и Пилоты», в которую входят легендарные уже по тем временам музыканты Дмитрий «Ослик» Парфенов-Пшишляк, Игорь Черидник и Дмитрий Винниченко. Группа записывает демо-плёнку, которая до последнего времени считалась утерянной. Но уже к апрелю 1990 года (знаменитый двухдневный концерт в зале ФинЭка совместно с группой «Веселые Картинки» (экс-«ДК», Москва)) группа меняет название на «Беломорканал». И с таким названием группа благополучно играет до начала 1992 года, за это время сменив состав и стиль своей музыки в сторону более сложных форм, в отличие от панк и пост-панк репертуара предыдущего периода. За короткое время в группе принимали участие уже известные тогда, или ставшие известными потом, многие очень хорошие питерские музыканты: гитаристы — Дмитрий «Ослик» Парфенов-Пшишляк («Автоматические удовлетворители», «Алиса», «Препинаки» и др), Вадим Ха-ла-ла Ефимов (ТТ-твист, DJ-Ха-ла-ла и др.), барабанщики — Игорь Черидник («Странные игры», «Аукцыон» и др.), Д. Ринго-Сладкевич («Пепси», «Волков-трио»), Д. Торопов («Бриллианты от Неккермана»), Андрей «Дрон» Орлов («Юго-Запад», «МашнинБенд», «Deadушки»), Михаил Синдаловский («Два Самолёта»), басисты — Дмитрий Винниченко («Токио», «Народное ополчение» — программа «Израиль» и др.), К. Кремлев («Вино», группа Наташи Пивоваровой), Р. Невелев («ДДТ» и др.), Дмитрий Ашман («Браво»).
Почти что одновременно с развалом СССР распадается и «Беломорканал». Последний концерт «Беломорканала» прошёл в г. Приморск весной 1992 года — последний состав: Е. Титов, В. Ефимов, Д. Сладкевич и Р. Невелев. Хотя, на тот момент, казалось, для этого нет причин — у группы виделись хорошие перспективы и были серьёзные предложения о продюсировании и записи альбома, и т. д… Евгений на долгие 12 лет полностью порывает с музыкой.
Евгений Титов: «Главная (одна из-!) причина прекращения музыкальной деятельности в начале 90-х (и до 2008) разочарование в рок-музыке, точнее — в том, что ей сопутствует; убеждение, что и нас тоже (музыкантов-неформалов 80-х) разные уроды использовали в политических целях, а когда цели были достигнуты — многое стало не нужным. Сейчас уже все равно. Но понимаешь, что любая (и, даже самая „альтернативная“ и „независимая“) политика — дерьмо. И все братания на митингах — полная фигня. Просто кто-то опять хочет тебя использовать».

## Работа
Параллельно с рок-музыкой, Евгений Титов занимался и другой деятельностью. В середине 80-х годов вместе с Андреем «Свином» Пановым работал такелажником на «Ленфильме». Летом 1986 года обоих приглашают сыграть «самих себя» в ставшем впоследствии культовом молодёжном фильме «Взломщик» (1987). С их участием было отснято много материала, но в фильм это не пошло — Титова и Панова можно видеть только в коротких эпизодах на «квартире Алины», где проводят своё время музыканты и главный герой фильма в исполнении Константина Кинчева. У Рикошета (Александра Аксенова, группа «Объект насмешек») папа был кинорежиссёр, и он ещё в 1983 устроил сына в бригаду такелажников «Ленфильма». За Рикошетом потянулись и другие музыканты и панки — Свинья, Скандалист, Титя, Вилли, «чёрный» копатель-трофейщик в немецком армейском кителе и сапогах, ещё пара сумасшедших… Тогдашняя бригада такелажников была «украшением» Ленфильма! (Неподготовленные люди при встрече в коридоре Ленфильма и павильонах шарахались в сторону). Потом, там же, на Ленфильме, в 1987—1988, работал администратором и заместителем директора кинокартин — вёл съёмочную площадку к/ф «Петербургская фантазия» и др.
Одно из дальнейших мест работы Титова также было культовым. — Там же работали Александр Башлачёв, Виктор Цой, Святослав Задерий, Андрей Машнин и многие другие ленинградские рок-музыканты. Это место — Котельная «Камчатка» на ул. Блохина, д.15. Здесь Евгений Титов работал кочегаром с 1989 по 1991 год под руководством и. о. «Начальника Камчатки» Андрея Машнина, писал песни, иногда исполнял акустику. Потом ещё работал, и даже жил, там же — в котельной, перед её закрытием, в 1995—1996 г.
В 90-х годах и начале 2000-х Евгений Титов плотно занимался видеосъёмками, режиссурой — в середине 90-х делал клипы своим друзьям — Славе Задерию («Алиса», «НАТЕ!»), группам «Машнинбенд», «Meantraitors», «Бригадный Подряд». В 1992 — коммерческий директор киностудии «Балтфильм». С 1993 года работал на телевидении, был директором телевизионных программ, корреспондентом (журналистом). В 1993 г. был директором программы «Дом Кино» на 5 канале. В 1994—1995 был директором 1 и 2 Международного Фестиваля кино-видеоискусств DIMAS (СПб). В конце 90-х — работал журналистом-корреспондентом на НТВ («Сегоднячко-Питер»), Как корреспондент и оператор снимал материалы для 1 канала, Россия, Культура, Рен-ТВ, НТВ, 7-ТВ-спорт, Домашний, Московия… и др. В 2014 году Евгений Титов продолжает снимать и заниматься этим по прежнему профессионально.

## Возобновление музыкальной карьеры

### Аццкие Ускорители
Во время прощания со Свином в питерском крематории в августе 1998 года Андрей «Юрский» Чернов (гитарист «Автоматических удовлетворителей» последнего состава) предложил Титову попробовать вместе собрать коллектив, чтобы дело АУ продолжалось, тем паче, что помимо репертуара АУ, имелся как старый материал, так и новый — какие-то тексты все-таки писались периодически. Это предложение послужило толчком к написанию нескольких новых песен («Отфигачат», «Мертвые Трупы» и др), но тогда музыкантам по разным причинам так и не удалось начать что-то делать.
Воплощение этой идеи стало возможным лишь в 2004 году, когда на АУ-Слёте в марте 2004 года в клубе «Порт» Евгений Титов собрал временный состав под названием «Мертвые Труппы», чтобы озвучить несколько собственных песен. (состав — Е. Титов, И. «Котик» Сидоров, А «Дюша» Михайлов («Объект насмешек») и Катя «Кэт»). В течение 2004—2005 годов группа дала несколько концертов, за барабанами играл Александр «Блекмор» Троицкий («Автоматические удовлетворители», «Бригадный Подряд», «Взрослые Дети» и др.), на гитаре — Игорь «Котик» Сидоров («Автоматические удовлетворители»). Но в начале 2006 года этот проект канул в Лету: Игорь Сидоров временно прекратил занятия музыкой, а 14 марта 2006 умер Александр Троицкий
Этот опыт можно считать первой «пробой пера» за последние 10 с лишним лет, и возвращением на сцену. Хотя были разовые (раз в год) выходы совестно с музыкантами «Автоматических удовлетворителей». Участие 8 января 1999 в кинотеатре «Невский» в концерте памяти Андрея «Свина» Панова. 2003 год — 1 концерт в составе группы «ПотЦснежники» также с музыкантами «АУ». Но это все было чисто символически и экспромтом.
Важным рубежом в музыкальной карьере Евгения Титова стал 2008 год. Наконец был собран постоянный состав группы, стали проходить регулярные репетиции и концерты, вернулся Игорь Сидоров. Таким образом, официально месяцем рождения группы «Мертвые Труппы» принято считать апрель 2008 года.
На рубеже 2010/2011 годов группа «Мертвые Труппы» сменила своё название на «Аццкие Ускорители» (сокращенно «АцУс»). И, если в репертуаре группы МТ были исключительно собственные песни, написанные Евгением Титовым в 90-х и 2000-х годах, то с 2010 г. стал преобладать материал группы «Автоматические удовлетворители» — в первую очередь — как дань памяти группе АУ и лично «Свинье». Все это делалось и делается с разрешения и с полного одобрения единственного правообладателя — мамы А. Панова, Л. П. Пановой.
Состав «Аццких Ускорителей» на начало 2014: Евгений Титов — вокал, бас-гитара (экс-АУ), Илья Банько — гитара, Владимир Борисов (экс-АУ), а, также, сессионно — Игорь Сидоров — гитара (экс-АУ).

### Параллельные проекты
Помимо своего коллектива, Евгений Титов участвует и в других проектах.
В 2000-х к различным фестивалям и мероприятиям, посвящённым Андрею «Свину» Панову (АУ-Слёты) музыканты «Автоматических удовлетворителей» собирались в различных комплектациях, куда входил и Евгений Титов, исполнялись всеми любимые композиции гр. «АУ». Например, в 2009 году в клубе «Манхэттен» такой коллектив (состав: С. Пушкин-Станков и братья Арк. Архангел и Сергей Чесноковы), собрался под названием «Аццкие Ускорители» (но это была разовая акция, не путать с одноимённым последующим коллективом Евгения Титова).
В 2011 году экс-гитаристом «Автоматических удовлетворителей» Андреем «Юрским» Черновым был запущен проект целиком состоящий из музыкантов, игравших в разное время в «АУ» и получивший среди слушателей лаконичное название «экс-АУ». В этот проект вошли: Андрей «Юрский» Чернов — гитара, Евгений «Титя» Титов — вокал, бас-гитара, Андрей Вепров — ударные (иногда, Владимир «Человек-Сова» Борисов — ударные). Коллектив с успехом выступил на 1-м и 2-м «Всероссийском Панк-симпозиуме им. А. Панова» в Москве (с «Пургеном»), на «Панк-ёлке-2012» в клубе «Орландина» (Санкт-Петербург), на «Днях Рождения» Свина и др.
В 2012 году Е. Титов в качестве бас-гитариста принимал участие в проекте «ВСЕХ ПОДРЯД!» — группе Юрия Соболева (автора более 20 песен и музыканта группы «Бригадный Подряд» 1987—2002 гг.).
Летом 2013 года Евгением Титовым и Гошей Соловьёвым («Россияне», «Народное ополчение», «Дамба») был основан ещё один трибьют-проект под названием «Оголтеленелые» и посвящён Алексу Оголтелому, соответственно, состоящий из песенного творчества «Народного Ополчения».
Евгений Титов участник практически всех мероприятий и фестивалей (дней памяти, дней рождений) Андрея «Свина» Панова (АУ Слёты 2004, 2009, 2010, 2011, 2013 гг), Алекса Оголтелого, Александра «Блекмора» Троицкого и др. музыкантов. Однако Титовым в 2011 году был задуман и осуществлён свой панк-фестиваль «Свиноферма»-1. Основной идеей которого стала концепция: участие известных и прославленных панк-коллективов на одной сцене с молодыми панк-группами, объединённых именем Свина. Фестиваль успешно прошёл вторым днём после АУ-Слёта в клубе «Орландина». Вопрос о возможности проведения второго фестиваля в 2014 году обсуждается.

## Стихи и тексты песен
Стихи и тексты Евгения Титова публиковались в сборнике «Золотое десятилетие рок-поэзии», (М., 1992, Издательство: Молодая гвардия Серия: Библиотека альманаха «Поэзия») и других подобных сборниках; в литературно-художественном журнале «Сельская Жизнь» (изд. Деревня художников, СПб- Коломяги), под псевдонимами Ю. Г-рин (младший), А. Г-рин (младший) и др.; статья и стихи в газете «Ленинградский университет» в 1990 году
В 2015 г. году вышел сборник стихов и текстов Е.Титова за разные годы под названием «Школа жизни» (65 стр., типография, 2015)
Е. Титов является автором текстов некоторых песен «Автоматических удовлетворителей» («Кот», «Буржуи»(совместно с Андреем Пановым), «Птичка», «ФАУ-2»). Автор песен групп «Титя и Пилоты», «Беломорканал», «Земля и Воля», «Мертвые ТруППы», «Аццкие Ускорители» (кроме песен АУ").

## Дискография
Участие Евгения Титова в записях:
- 1987 — Концерт на фестивале «Рок-Нива» в Шушарах («Автоматические удовлетворители»)
- 1987 — Концерт на 5-м фестивале Ленинградского рок-клуба(«Автоматические удовлетворители»)
- 1987 — «Рейган-Провокатор»[9](«Автоматические удовлетворители»)
- 1988 — Концерт на 6-м фестивале Ленинградского рок-клуба («Автоматические удовлетворители»)
- 1989 — Домашняя демозапись («Титя и Пилоты» — 2-е место в Эстонском хит-параде (1990 г.) — как альбом, и как песня «Сакалаускас»)
- 1990 — Концерт в актовом зале ФинЭка («Беломорканал»)
- 1992 — Демозапись с участием (продакшн) А. Титова («Аквариум») на студии «Титаник» («Беломорканал», январь ’92)
- 2011 — Демо-запись («Аццкие Ускорители», 3 песни)